# Neokantismo
Il neokantismo è una corrente filosofica che si sviluppò nella seconda metà del XIX secolo in Germania con l'obiettivo di recuperare, dall'insegnamento kantiano, l'idea che la filosofia debba essere innanzitutto riflessione critica sulle condizioni che rendono valida l'attività conoscitiva dell'uomo. Se come attività conoscitiva si intese in particolare la scienza, il discorso neocriticista guardò anche ad altri campi di attività, dalla morale all'estetica e alla pedagogia.

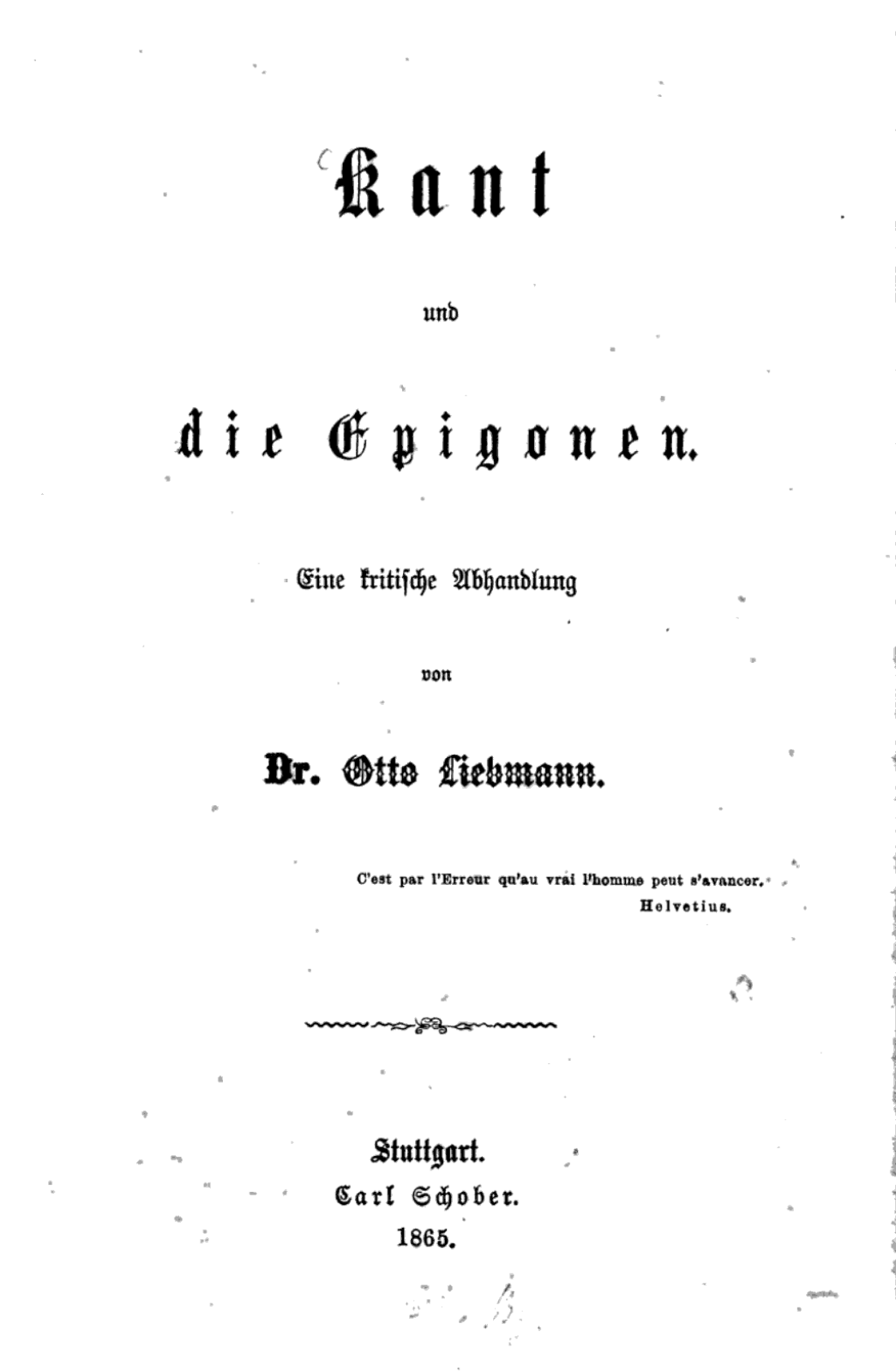
Frontespizio di Kant e i suoi epigoni: un trattato critico, di Otto Liebmann (1865)

In linea con i principi del criticismo i neokantiani rifiutano ogni tipo di metafisica, e se questo li contrappone polemicamente alle contemporanee correnti neoidealiste e spiritualiste, li allontana allo stesso tempo dallo scientismo del positivismo che tende ad una visione assoluta e misticheggiante della scienza.
Le due massime espressioni del neocriticismo tedesco furono incarnate dalla Scuola di Baden e dalla Scuola di Marburgo, che influenzarono buona parte della filosofia tedesca successiva (fenomenologia); nonostante questa corrente filosofica si sia diffusa in tutti i paesi europei, altre manifestazioni degne di nota si ebbero solo in Francia (Charles Renouvier).

## Origini

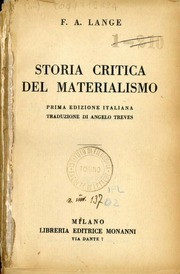
Frontespizio di Storia critica del materialismo, di F.A. Lange, traduzione italiana di Angelo Treves edita per la prima volta nel 1932.

La riscoperta in chiave moderna di Kant che si verificò in Germania avvenne ad opera dei filosofi Friedrich Albert Lange, Otto Liebmann, Eduard Zeller e Hermann von Helmholtz.
Lange nella sua Geschichte des Materialismus (Storia del Materialismo, 1866) criticò fortemente il materialismo stesso. Liebmann, nella sua opera Kant und die Epigonen (Kant e i suoi epigoni, 1865), aveva refutato in quattro sezioni l'idealismo tedesco (Fichte, Schelling, Hegel), il realismo (Herbart), l'empirismo (Fries) e la filosofia trascendentale (Schopenhauer) e posto alla fine di ogni capitolo il grido di battaglia: Auf Kant muß zurückgegangen werden! (Bisogna tornare a Kant!).
Successivamente Liebmann sviluppò egli stesso le linee principali di questo ritorno a Kant, in Analisi della realtà (1876), e Pensiero e fatti (1882-1904), da lui inteso come la fondazione di una metafisica critica che tenesse sempre conto dei principi e limiti dell'intelletto come dati originari.

## Il kantismo in Italia
Dopo che il kantismo era penetrato in Italia attraverso Pasquale Galluppi e Ottavio Colecchi, ulteriori suoi sviluppi si ebbero in una prospettiva che lo integrava in parte con l'idealismo tedesco, ad opera degli hegeliani di Napoli come Filippo Masci, Felice Tocco, Bertrando Spaventa, Sebastiano Maturi, Francesco Fiorentino, Donato Jaja.
Altri esponenti che ne diedero invece un'interpretazione antitetica a quella idealistica furono Alfonso Testa, Carlo Cantoni, Giacomo Barzellotti, Luigi Credaro, Sebastiano Turbiglio, Piero Martinetti.

## Ultimi sviluppi
Ad una rilettura di Kant in un'ottica hegeliana, intesa come reazione e al tempo stesso continuazione della sua filosofia trascendentale, erano pervenuti peraltro anche gli esponenti dell'idealismo britannico ed italiano.
Nel mondo anglosassone, tuttavia, ai primi del Novecento la critica serrata di Bertrand Russell e George Edward Moore fece sparire lo studio di Kant dalle università inglesi e americane per oltre mezzo secolo. Negli anni Sessanta fu riscoperto con la pubblicazione del libro The Bounds of Sense di Peter Frederick Strawson, nel quale l'autore cerca di separare gli aspetti attuali del Kantismo dalla dottrina dell'idealismo trascendentale che lui rigetta. Rispetto alla filosofia pratica, il volume Una teoria della giustizia di John Rawls si fonda sul concetto kantiano di imperativo categorico, regola dell'agire assoluta, universale, incondizionata e giustificata come fine a se stessa.
Una più recente rielaborazione del kantismo è il razionalismo critico di Karl Popper, che assegna alla ragione un ruolo essenzialmente critico, negativo, secondo cui cioè il criterio della conoscenza umana, ritenuta fallibile, congetturale, non può basarsi sul principio della verificabilità, bensì su quello opposto della falsificabilità.

## Le scuole del movimento
- La Scuola di Marburgo
  - Hermann Cohen, fondatore della scuola; per lui non concetti ma giudizi sono il fondamento del pensiero umano
  - Paul Natorp, si occupò soprattutto della logica delle scienze; rifiuta l'esistenza della "cosa in sé" (Ding an sich) e delle intuizioni indipendenti dall'intelletto
  - Nicolai Hartmann
  - Ernst Cassirer, contribuì alla storia dell'epistemologia, e alla filosofia delle forme simboliche
- La Scuola di Baden
  - Wilhelm Windelband, teorizzò la dottrina dei valori universali; verità nel pensare, bontà nel volere, bellezza nel sentire; per lui capire Kant significa oltrepassarlo
  - Heinrich Rickert, esponente della filosofia dei valori; scienza della cultura contro scienza della natura
  - Emil Lask, espose una teoria delle categorie e dei giudizi

## Altri esponenti
- Eduard Zeller, fondatore della gnoseologia come disciplina
- Otto Liebmann, autore del motto "bisogna tornare a Kant" (Zurück zu Kant!)
- Friedrich Albert Lange, scrisse una storiografia critica del materialismo
- Karl Vorländer, storico della filosofia e marxista. Biografo ed editore di Kant
- Rudolf Stammler, filosofo del diritto
- Bruno Bauch
- Jonas Cohn
- Robert Reiniger, problema psicofisico e filosofia dei valori
- Alois Riehl, criticismo per rendere attuale Kant
- Richard Hönigswald, il problema del "dato"; teoria generale del metodo
- Hans Vaihinger, "Philosophie des Als Ob"; fondatore della rivista "Kant-Studien"
- Georg Simmel, esponente della filosofia della vita (Lebensphilosophie)

- Charles Renouvier, maggiore esponente del neokantismo in Francia
- Afrikan Špir, filosofo neokantiano russo atipico, che influenzò Nietzsche e Piero Martinetti